# Philothermus subovalis
Philothermus subovalis là một loài bọ cánh cứng trong họ Cerylonidae. Loài này được Hinton miêu tả khoa học năm 1935.